# Средњовековне плаштанице
Средњовековне плаштанице симболизују платно (σινδών) којим је приликом погреба Исуса Христа Јосиф из Ариматеје обавио тело Спаситељево. Ово свето платно са извезеним или насликаним Христом непосредно после скидања са Крста и полагања у гроб, и представама Богородице, Јосифа, Никодима и еванђелисте Јована, намењена је да се износи у току појања стиховњих стихира на вечерњем богослужењу Великог Петка и полаже се увек заједно са Јеванђељем на средину храма на посебан сто - часни престо.
Постепеним замирањем црквеног живота у Византији и Србији за време средњовековног османског ропства интересовање за велелепност богослужења потиснуто је у други план, па је даљи развој воздуха (аера – синдона) у уметничком погледу скоро престао. Почели су да се употребљавају лакши и мањи воздуси. Велики воздуси плаштанице сачувани су у манастирским и црквеним ризницама као сведочанства о времену у којем су црквени обреди и Света литургија били много свечанији, али су такви воздуси изашли из употребе.

## Сведочанства о настанку плаштанице
Да плаштаница симбо лично означава платно (гр. σινδών) којим је приликом погреба Исуса Христа Јосиф из Ариматеје обавио његово тело, сведоче четири јеванђелиста, Матеј, Марко, Лука и Јован:
| Јеванђелист Матеј | И узевши Јосиф тијело зави га у платно чисто...                            |
| Јеванђелист Марко | И он купивши платно, и скинувши га, обави платном и положи га у гроб . . . |
| Јеванђелист Лука  | И скиде га и обви платном, и положи га у гроб . . .”                       |
| Јеванђелист Јован | Тада узеше тјело Исусово, и обавише платном с мирисом . . .                |

У средњем веку, до краја 15. или с почетка 15. века у источној традицији хришћанске цркве, ваздух и плаштаница су једно те исто, и звали су се гр. αήρ επιτάϕιος или, краће, ειλητόν.
Плаштаница је била аер, односно воздух плаштаница коју су ђакони носили на Великом входу. Од ове плаштанице-ваздуха треба разликовати данашњу плаштаницу Великога Петка и Велике Суботе, о којој нема помена све до краја 15. века.

## Називи и значење плаштанице у богослужбеној употреби
Значење и историју плаштанице није једноставно обијаснити, јер је она у тесној вези са развојем византијског богослужбеног церемонијала кроз векове. Како је временом плаштаница мењала свој смисао и значење, она се у данашње време износи на вечерњу Великог Петка и обноси на јутрењу Велике Суботе, а ваздухом се назива покривач, којим се на Литургији покривају дискос и путир...
Како се према најранијем светоотачком тумачењу, часни престо симболише као Христов гроб, плаштаница је самим тим постала саставни део часног престола. Свети Исидор Пелусиот (око 440. године) помиње плаштаницу на престолу при свакој Литургији, и каже:
| „ | Чиста плаштаница (η καταρα δυδων - σινδών) која се простире ради приношења божанских дарова, јесте служење Јосифа Ариматејског. Као што је он обавио тело Господње плаштаницом и предао га гробу, из кога је за цео наш род као плод стечено васкрсење, тако ми, осећајући на плаштаници хлеб предложења, налазимо, без сумње, тело Христово, које нам даје исту непропадљивост, коју је даровао после васкрсења из мртвих Спаситељ Исус погребен од Јосифа. | ” |

Према томе из овог ранохришћанског сведочанства може се извести закључак да је плаштаница била горњи покров (прекривач) часног престола, који је добио значење плаштанице у смислу помена јеванђелисте Матеја.
Илитон
Временом, пклаштаница, је добила не само ново име већ и нову богослужбену употребу. Исидор Пелусиот је назива чистом плаштаницом – '„η καταρα σινδών“, а потом је названа и илитон (грч. ειλητόν – савијам), јер се савијала и одвијала. Илитон је, по том тумачењу платно које се пре почетка литургије одвијало и постављало поврх Часне трпезе да би се на њој обављала евхаристија.
Према тумачењу Јована Посника илитон се простирао по божанственом престолу као слика платна (плаштанице) којим је било обавијено тело Христово од тајних Христових ученика Јосифа Ариматејског и Никодима.
Цариградски патријарх Герман (733) тумачећи литургију, каже: Илитон значи плаштаницу, којом је било обавијено са крста скинуто и у гроб положено тело Христово. Према овом тумачењу, илитон је платно које се пре почетка Свете Евхаристије развијало и постављало поврх часне трпезе да би се на њему обављала Света Евхаристија.
У тумачењу литургије јерусалимског патријарха Софронија (638) каже се, да: ђакони развијају илитон, слично Јосифу и Никодиму, када су хтели да сахране самога Господа.
Илитон се до данас сачувао на часном престолу, али је у периоду од краја 14. и с почетка 15. века изгубио своје првобитно и добио споредно значење.
Од 13. века прекривач воздух постепено је постајао плаштаница (епитафиос) коју су за време Великог входа носили најпре свештеници, а затим ђакони.
Воздух
Воздух је назив за платно које је символ покрова у који су Јосиф и Никодим увили тело Христово. Воздухом се називала и завеса на стубовима киворија изнад Часне трпезе, као и она на олтарској прегради, јер се после Великог входа завеса навлачи, а то означава печаћење гроба Христовог.
У њега је увијано Јеванђеље и свештеник га је износио прислоњено на груди или на рамену док су се појале стиховње стихире вечерње Великог Петка и полагао га на сто у средини храма где му се народ поклањао до краја јутрења Велике Суботе.
У време Симеона Солунског (1429) велики вход на литургији представља полазак Исуса Христа на страдања, а полагање часних дарова иза входа на престо и покривање ваздухом погреб и гроб Христов. Значење плаштанице сада преузима ваздух – воздух (αήρ), а илитон означава споредне погребне пелене.
Воздух се носио на великом входу и називао се плаштаницом, а потврде о томе проналазе се на фрескама Божанске литургије, које приказују анђеле (ђаконе) који на глави носе плаштаницу, на којој је насликан умрли Исус Христос. Овај воздух- плаштаница, ношен на глави, звао се и επιπλον.
У средњем веку, с краја 14. с почетка 15. века у источној традицији хришћанске цркве, воздух и плаштаница су једно те исто, и звали су се αήρ επιτάϕιος или, краће, ειλητόν. Плаштаница је била аер, односно воздух плаштаница коју су ђакони носили на Великом входу.
Од ове плаштанице-воздуха треба разликовати данашњу плаштаницу Великога Петка и Велике Суботе, о којој нема помена све до краја 14. века.
Плаштаница
Поред представа Христа, изображених у фрескосликарству, мозаику, кроз писану и дуборезну икону или у рукописним књигама, непосредно после скидања са Крста и пре полагања у гроб, овај значајан мотив се најчешће пројављује и у форми везеног, богато украшеног платна, које је добило назив плаштаница (грчки: Επιτάφιος или Επιτάφιον, руски: Плащаница), које се у православним храмовима користи у току вечерњег богослужења Великог Петка и јутрења Велике Суботе.
На неким плаштаницама из средњег века, поред Погребења Христовог, анђела и симбола јеванђелиста, приказују се и сцене које су најближе повезане са евхаристијом. Тако су на солунској плаштаници, која се налазила у цркви Богородице Панагуде у Солуну, а која се чува у Византијском музеју у Атини, на ивицама, лево и десно од Полагања Христа у гроб, извезене и композиције Причешћа апостола хлебом и вином, то јест телом и крвљу Христовом – Евхаристија. Иста сцена приказана је и на далматици у Ватикану.

## Плаштанице из 13. и 14. века

### Плаштаница српског краља Стефана Уроша II Милутина
Плаштаницa српског краља Стефана Уроша II Милутина (1282—1321) сврстава се у такозване старе ретко сачуване плаштанице. Овај експонат, за кога се не зн за који је манастир направљена, од изузетног је светског значаја јер је јединствен пример у свету сачуваног предмета од текстила у тим димензијама. Датиран у време између 1310 и 1318. године.
Плаштанице која се налазила y Манастиру Крушедол, данас је изложена y Музеју српске православне цркве у Београду, у коме се чувају драгоцености непроцењиве вредности које сведоче о националним победама и поразима, херојству и издајама, идеалима и заблудама српског народа.

### Плаштаница скопског митрополита Јована
Плаштаница скопског митрополита Јована једна од најстаријих и најлепших сачуваних српских плаштаница, која се за разлику од других средњовековних плаштаница, састоји из два дела: средишњег и накнадно додате широке траке која је уоквирује са свих страна.

### Плаштаница Антонија Хераклијског
Плаштаницу Антонија Ираклијског је донела у Србију деспотица Јелена. Њен муж, деспот Јован Угљеша Мрњавчевић, владао је облашћу Сера, на јужном делу Балкана, најпре као савладар Душанове удовице Јелене – Јелисавете, а затим самостално (1356—1371), до његове погибије у Маричкој бици. Јелена се након тога замонашила и надаље је позната као монахиња Јефимија. Она је плаштаницу, лично или преко своје рођаке кнегиње Милице, предала Манастиру Студеници. Јефимија, која је једна од првих песникиња у Европи, била је велики познавалац и поштовалац везиљске уметности. Своју ПОХВАЛУ КНЕЗУ ЛАЗАРУ извезла је златом на покрову за мошти кнеза Лазара (данас у Музеју СПЦ у Београду).
Плаштаницу Антонија Ираклијског је ремек-дело византијске везиљске вештине из друге половине 14. века. Везена је златном и сребрном жицом и разнобојним концем на пурпурној свили. На њој је приказано Христово тело које окружују четири анђела који носе рипиде док пети анђео лети изнад Христа. У доњем делу је извезен натпис на грчком у коме се Антоније моли за спас своје душе:
| „ | КО РАЗБОЈНИК ИСПОВЕДАМ ТИ ‘ПОМЕНИ МЕ ГОСПОДЕ У ЦАРСТВУ СВОМЕ’. ‘ЗАИСТА ТИ КАЖЕМ, ДАНАС ЋЕШ СА МНОМ БИТИ У РАЈУ. | ” |

У угловима плаштанице је натпис:
| „ | ПОМЕНИ ГОСПОДЕ ДУШУ РАБА СВОГА АНТОНИЈА ИРАКЛИЈСКОГ | ” |

### Милешевска плаштаница
Милешевска плаштаница, је дар молдавског војводе Александра IV и жене Роксанде, која је од 17. века чувана у манастиру Пакри, данас у саставу Епархије славонске Српске православне цркве у Хрватској. Израђена је 1567. године у златовезу на црвеној свиленој основи, а датиране је на дан Преображења 6. августа. Плаштаница подсећа на плаштаницу из Путне, дар молдавског војводе Јована Стефана и жене Марије, из 1490. године.
Овај експонат од изузетног значаја у црквеним везеним тканинама заузима значајно место, у Српској православној вери, јер симболизује првобитну плаштаницу - платно (илитон), у које су Јосиф из Ариматеје и Никодим обавили Христово тело током скидања са крста и сахране.
Милешевска плаштаница (која је једина у свету на којој је Исус Христ приказан отворених очију) данас се налази у ризници Митрополије у Загребу, где је у нужди депонована.

### Солунска плаштаница
На неким плаштаницама из средњег века, поред Погребења Христовог, анђела и симбола јеванђелиста, приказују се и сцене које су најближе повезане са евхаристијом.
Солунској плаштаници, која се налазила у цркви Богородице Панагуде у Солуну, данас се чува у Византијском музеју у Атини.
На њој се поред Погребења Христовог, анђела и симбола јеванђелиста, приказују и сцене које су најближе повезане са евхаристијом, па тако на њеним ивицама, лево и десно од Полагања Христа у гроб, извезене и композиције Причешћа апостола хлебом и вином, то јест телом и крвљу Христовом – Евхаристија. Иста сцена приказана је и на далматици у Ватикану.